# Битва за Ахен
Битва за Ахен (англ. Battle of Aachen) — бои между американскими и немецкими войсками в районе Ахена и за сам город в период со 2 по 21 октября 1944 года, происходившие в ходе Второй мировой войны. 
Город был частью линии Зигфрида, главной оборонительной линии Германии на западном фронте. Союзники надеялись захватить его быстро и продвинуться в промышленную Рурскую область. Большинство гражданского населения Ахена было эвакуировано до начала битвы. 
16 сентября 1944 года американские войска подошли к Аахену, где все еще проживало около 20 000 мирных жителей (по сравнению со 160 000 в начале войны в 1939 году) и который усиленно обороняли 5 000 немецких солдат под командованием оберста (полковника) Герхарда Вилька.
В ночь с 1 на 2 октября американская артиллерия обстреливала город, а утром 1-я американская армия (под командованием генерала Ходжеса) прорвала линию Зигфрида. После нескольких дней тяжелых боев немцы оказались в окружении американских войск. Гарнизон отказался сдаться и предпринял контратаку, чтобы прорвать кольцо, но эта попытка не удалась.
Тогда американское командование решило удовлетвориться осадой города и отрезанием его от путей снабжения и коммуникаций. Но командование 9-й армии США,  позиции которой были к северу и югу от города, посчитало, что этот котёл может представлять угрозу, и решило взять город немедленно. 
Американские войска перебросили в город два батальона 26-го пехотного полка и 745-й бронетанковый батальон, в то время как 30-я пехотная дивизия атаковала Ахен с севера, а один батальон 1-й пехотной дивизии атаковала холм Распятие. После нескольких дней кровопролитных боёв эта дивизия потеряла  более 2000 солдат, и на смену ей прибыла 29-я дивизия.
16 октября американцам наконец удалось полностью окружить город в районе Крефельдерштрассе. Наконец 21 октября 1944 года оставшиеся 300 человек, удерживавшие несколько улиц, капитулировали.
Аахен был первым немецким городом, захваченным союзниками. В ходе боёв большая часть города была разрушена, и обе стороны понесли тяжелые потери. Бои за Аахен стали для американской армии крупнейшим городским сражением за всё время Второй мировой войны.